# A Torre Negra: O Pistoleiro
O Pistoleiro (no original The Gunslinger) é uma das obras de maior importância do escritor norte-americano Stephen King, sendo o primeiro da série A Torre Negra. Foi publicada pela primeira vez em 1982, sendo este livro e seus sucessores inspirados no poema “Childe Roland to the Dark Tower Came”, do escritor Robert Browning.
Stephen King começou a escrever a obra em março de 1970, quando tinha apenas 19 anos, tendo por inspiração os livros de J. R. R. Tolkien (autor da trilogia “O Senhor dos Anéis” e “O Hobbit”), as  lendas arthunianas, filmes de caubóis do Velho Oeste, além de diversos elementos da cultura pop.
Os cinco capítulos do livro foram primeiramente publicados na revista The Magazine of Fantasy & Science Fiction:
- "The Gunslinger" (Outubro de 1978)
- "The Way Station" (Abril de 1980)
- "The Oracle and the Mountains" (Fevereiro de 1981)
- "The Slow Mutants" (Julho de 1981)
- "The Gunslinger and the Dark Man" (Novembro de 1981)

A primeira publicação do texto integral ocorreu em 1982, como uma edição limitada, tendo sua publicação em massa ocorrido apenas em 1988. Desde então o livro foi lançado em vários formatos diferentes, incluindo caixas contendo os demais volumes da série. Em 2003, King revisou a versão original de O Pistoleiro, acrescentando ou retirando algumas passagens, com o objetivo de manter o primeiro volume coerente com o restante da série.

## Fundo e publicação
O romance foi inspirado no poema de Robert Browning “Childe Roland to the Dark Tower Came” (1855), que King leu enquanto estudante de segundo ano na Universidade do Maine. King explica que ele "brincou com a ideia de tentar um longo romance incorporando a sensação, se não o sentido exato, do poema de Browning".
King começou a escrever o romance em 1970 em uma resma de papel verde brilhante que ele encontrou na biblioteca.

## História
O livro é iniciado com a fuga do homem de preto pelo deserto, com um pistoleiro em seu encalço. Roland Deschain é o ultimo dos pistoleiros de seu mundo, relativamente diferentes dos do nosso graças as práticas e costumes inspiradas em ordens cavaleiriças do mundo medieval com seus rígidos códigos de conduta e honra. Como seu objetivo temos a busca obstinada pela Torre Negra, dita como o eixo de todo o tempo e espaço. Acreditando que o mesmo possui indicações para seu destino, o pistoleiro persegue um mago chamado apenas de Homem de Preto, que atravessa o deserto na sua frente.
Pelo caminho Roland se vê obrigado a cruzar a cidade desolada de Tull, onde é vítima de uma armadilha deixada pelo Homem de Preto que resulta em uma grande tragédia, mas não se deixa deter e segue no rastro do mago. Em seguida encontra John Chambers (apelidado de Jake), um menino que foi transportado para o mundo de Roland depois de morrer em circunstâncias trágicas na Nova York de 1977, vindo parar em um celeiro no meio do deserto. Jake faz o papel de filho simbólico de Roland, mas que acaba sendo sacrificado por ele quando surge a necessidade da escolher entre sua vida e pegar o Homem de Preto. Suas últimas palavras são "Vá, então. Existem outros mundos além deste." A importância dessas palavras é revelada ao longo da saga central conforme seu progresso.
O livro conclui com o Homem de Preto sendo alcançado e revelando fatos importantes sobre o destino de Roland e sua busca, tirando a sorte do pistoleiro através de cartas de tarô. São revelados: O Enforcado ("Você, pistoleiro, é o Enforcado impelido sempre para um objetivo sobre os abismos de Na'ar."), O Marinheiro ("Ele se afoga, pistoleiro, e ninguém entra na água para salvá-lo, o garoto Jake."), O Prisioneiro ("A fogueira atirava incômodas sombras oscilantes sobre o rosto do homem subjugado, dando a ilusão de que se mexia, se contorcia numa dor inexprimível."), a Dama das Sombras ("Ela não parece ter duas caras, pistoleiro? Pois tem. Pelo menos duas caras.") e A Morte ("Mas não pra você, pistoleiro.") A Torre ("Eis a Torre", coloca a carta sobre o Enforcado, cobrindo-o completamente), e a sétima carta, A Vida ("Mas não para você"). É sobre a profecia dessas cartas que o próximo volume da saga, A Escolha dos Três, se baseia, enquanto Roland progride em sua jornada.

### Personagens
- Roland Deschain — o último pistoleiro vivo no mundo, que tem como o grande objetivo de sua vida chegar à Torre Negra;
- Walter — também conhecido como homem de preto, é um feiticeiro que Roland persegue durante o livro;
- Jake Chambers — garoto que morreu em 1977 na cidade de Nova Iorque, e misteriosamente foi transportado para o mundo de Roland e encontrado por ele num posto de parada no Deserto de Mohaine;